# スリングネット
スリングネットは、陸上自衛隊の装備。UH-1B/H/Jヘリなどの機外に弾薬、燃料などを懸吊して運搬するための機材。

## 諸元
- 最大荷重：2300kg
- ネットの大きさ：4000mm×4000mm

## 構成
- ネット
- 吊下帯
- 付属金具類　など

## 特徴
第1ヘリコプター団、方面ヘリコプター隊などで装備している。

## 製作
- 藤倉航装